# Sani Rifati
Sani Rifati (ur. w Prisztinie) – romski tancerz, muzyk i działacz praw człowieka, pochodzący z Kosowa.

## Życiorys
Dzieciństwo spędził w dzielnicy romskiej w Prisztinie. Już jako dziecko występował w lokalnym zespole romskim, występował też jako wokalista i perkusista w zespole serbskim.
Sławę przyniosły mu występy zespole tańca romskiego Kheljen Romalen, występującym na scenach jugosłowiańskich. Jako kuzyn znanej romskiej pieśniarki ze Skopje – Esmy Redžepovej miał możliwość rozwijania swoich umiejętności pod okiem mistrzów tańca z Shuto Orizari. Swoje umiejętności prezentował na warsztatach tańca romskiego, organizowanych we Florencji, gdzie mieszkał od 1988. W tym czasie organizował we Florencji występy zespołów romskich.
W czasie wojny w Kosowie 1999 Rifati wyjechał do Brindisi, gdzie organizował pomoc dla romskich uchodźców, uciekających z Kosowa do Włoch.
Obecnie mieszka w Kalifornii, gdzie prowadzi warsztaty taneczne, a także kieruje organizacją Voice of Roma, prowadzącą działalność charytatywną i edukacyjną. Występował w programie Curse on the Gypsies, emitowanym przez kanał History.